# Son Seguí de Passatemps
Son Seguí de Passatemps o Son Seguí Vell és una possessió del terme de Santa Maria del Camí, situada al peu del vessant septentrional del puig del mateix nom. Confronta amb el Pla de Buc, Son Crespí, Son Borràs, Puntiró, Son Tano i ses Coves. El 1995 ocupava 278,78 ha.

## Història
Situada a la porció del terme de Santa Maria del Camí coneguda en el segle xiii per Canarrossa i que després fou anomenada Passatemps. Un dels primers propietaris documentats fou Esteve Arrapat. El 1290, aquest la vengué a Guillem Rigo. Al llarg del segle xiv passà a mans de la família Albertí. Aleshores era coneguda com la Torre d'en Borràs. Passà després als Seguí, que li donaren el nom. El 1539 la comprà Alfons Torrella. El 1647 pertanyia a Jaume Ballester d'Olesa, donzell. S'engrandí en el segle xviii. El 1863 tenia 483 quarterades. La posada de Son Seguí era a la Plaça de la Vila de Santa Maria.

## Extensió i límits
Confronta amb Son Crespí, Son Borràs, la Torre, garriga de Son Borràs, Puntiró, Son Tano, ses Coves o ses Rotes i el camí de Sencelles. Ha tengut entre 370 i 483 quarterades. A final del segle xviii hi havia 219 quarterades d'olivar i 24 de vinya, 6 de figueral. El 1736 hi hagué una autorització del rei Felip V per plantar 40 quarterades de vinya. Hi havia tres cups i un celler amb 30 bótes congrenyades.

## Elements patrimonials i etnològics
Dins la possessió hi ha l'Ermita de la Mare de Déu de la Pau, situada en el Puig de Son Seguí (320 m.), creada per Joan de la Concepció Mir i Vallès. El 1673, un dels ermitans, Onofre Socies de Porreres, publicà un llunari o pronòstic del temps. El 1819 l'ermita s'abandonà. És tradicional la celebració d'un pancaritat a l'ermita el diumenge de l'Àngel, en el qual participen els pobles de Santa Maria del Camí, Santa Eugènia, Pòrtol i sa Cabaneta.

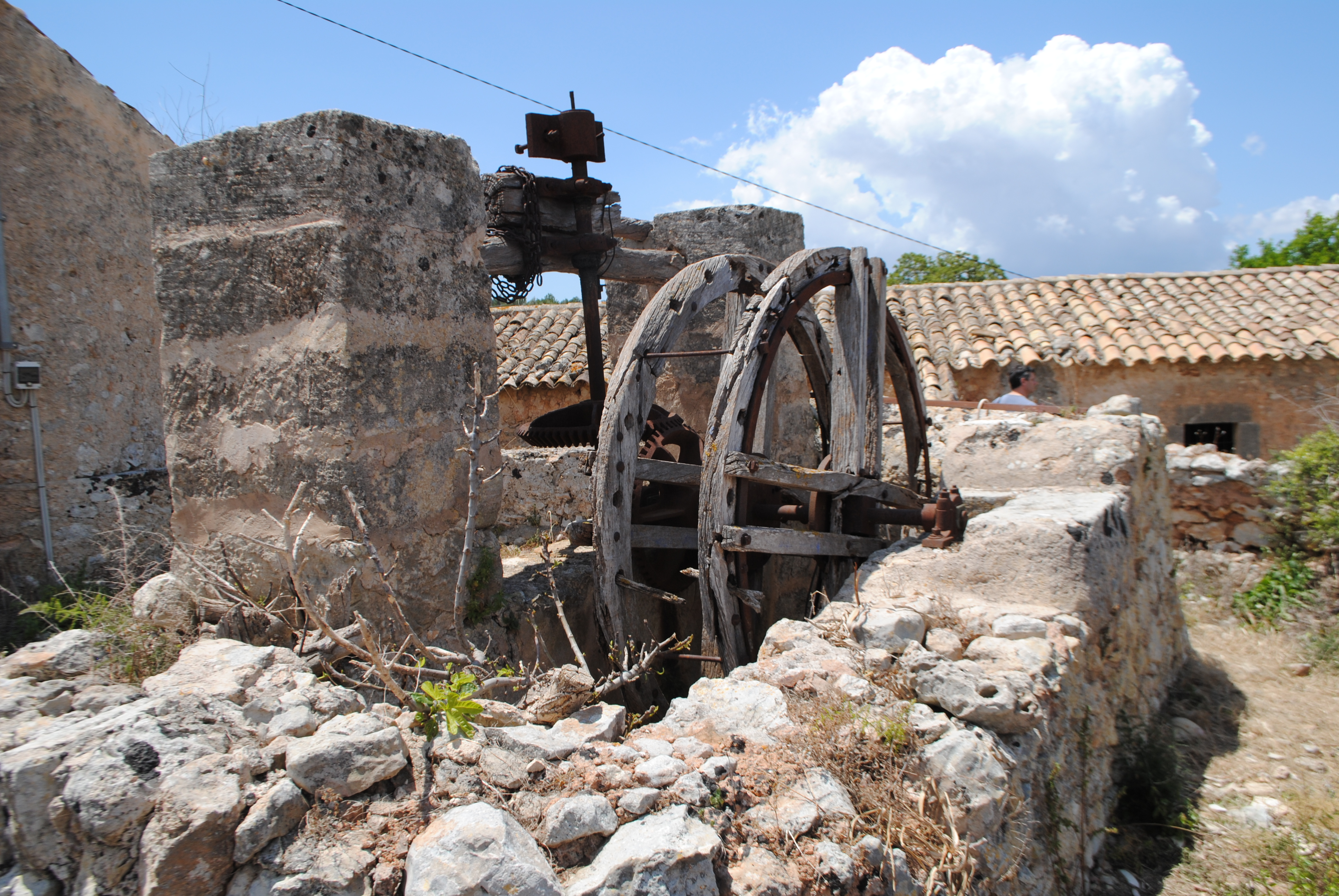
Sínia de les cases de Son Seguí

Les cases, situades en el raiguer del Puig de Son Seguí, formen un conjunt arquitectònic de gran interès, en la seva major part datable del segle xvii. En el frontal de les cases apareix la data de 1708. S'hi destrien tres elements: una part central, amb torre muronada, columnates i jardins, que correspon a les cases dels senyors. En els baixos hi ha un molí de sang blader perfectament conservat i estables; l'ala de la dreta conté la casa dels amos i la capella, amb uns bells estables amb dues voltes de canó; l'ala de l'esquerra formà part de la residència dels senyors i hi ha una tafona, amb data de 1648, i un interessant pou d'aigua connectat a una sínia, també hi ha el celler amb tres cups i alambins (ara en molt mal estat). Annex a les cases hi ha un sistema d'aljubs i conduccions d'aigua que abasteixen els horts.
Dins la possessió s'hi troben restes d'un antic camí empedrat, diversos forns de calç i un talaiot circular.

## Toponímia
Comellar des Mardà, comellar de s'Aljub, es Pedrissos, sa Tanca de s'Era, es Tancó, s'Aljub, es Barranc, s'Ermita, Tancat de s'Ermita, comellar de Son Tano, comellar Fondo, es Tancat Nou, sa Garriga Gran, sa Tanca Gran, caseta des Garriguer, sa Garriga Petita, s'Olivar, Son Vell.